# Пренко, Анатолий Савельевич
Анатолий Савельевич Пренко (род. 1 мая 1940, ст. Кужорская) — русский писатель, журналист, главный редактор газеты «Советская Адыгея» (1996—2001). Член Союза писателей России, общественный деятель.

## Биография
Родился 1 мая 1940 года в станице Кужорской Майкопского района Адыгейской автономной области Краснодарского края РСФСР. Его воспитанием занимались бабушка с дедушкой. Бабушка будущего писателя Агафья Тихоновна Пренко была великолепной рассказчицей. Анатолий воспитывался в строгих казачьих традициях, в уважении к обычаям предков, любви к родной земле и труду. Свою первую комедию, поставленную в самодеятельном школьном театре, Анатолий написал в восьмом классе. В семнадцать лет в районной газете он опубликовал рассказ «Митя». После окончания средней школы работал на кирпичном заводе Адыгейского комбината строительных материалов, токарем на Майкопском дубильно-экстратовом заводе.
С 1959 по 1962 год служил в Советской Армии. В 1962 году поступил на филфак (отделение народного хозяйства) Ереванского госуниверситета., в 1967 году окончил филологический факультет Ереванского государственного университета. В студенческие годы на страницах республиканской газеты «Комсомолец Армении» периодически появлялись статьи начинающего журналиста. Его публикации получили одобрение в литературной студии при Союзе писателей Армении. В те годы формируются его навыки журналистского и писательского мастерства.
Работал литературным сотрудником Усть-Лабинской районной газеты «Сельская новь». Затем служил офицером на Черноморском флоте в Севастополе.
В 1972 году принят литературным сотрудником в редакцию областной газеты «Адыгейская правда» (ныне «Советская Адыгея»). Затем он работал ответственным секретарем, заместителем редактора.
С 1996 по 2001 год работал главным редактором газеты «Советская Адыгея». Долгие годы занимал должность литературного редактора «Советской Адыгеи». Член Союза писателей России. В 1989 году А. С. Пренко был удостоен приза «Золотое перо Кубани» и звания лауреата премии Петра Великого. За большой вклад в развитие журналистики в Адыгее в 1995 году был удостоен почётного звания «Заслуженный журналист Республики Адыгея». В 1998 году за книгу «Эта непостижимая любовь» получил звание лауреата премии Союза журналистов России в самой престижной номинации «За журналистское мастерство». Автор многих художественных произведений. Им изданы: повесть «Парень, который приземляется на четыре лапы».
В 1999 году он опубликовал сборник своих сатирических рассказов «Не хватает только хрена…». Позже выходят книга повестей и рассказов под названием «От тебя исходит свет», сатирическая повесть «Моя Джунгтэррия», целый ряд произведений, в числе которых «Когда плачет иволга», «Вкус мёда», «Глаза в глаза», «…И звездами падали с неба дождины», «Солнце смеется», «Добро пожаловать в рай» и «Полёт к свету».
Сборник романов и повестей «…И звездами падали с неба дождины» (Майкоп, 2010), сборник рассказов и повестей «Солнце смеется» (Майкоп,2014). Его произведения опубликованы в сборниках северокавказских писателей «Война длиною в жизнь» (2007) и «Лес одиночества» (2009), изданных в Москве.

Член комиссии по вопросам помилования при Президенте Республики Адыгея.
Член совета старейшин Республики Адыгея.
Гарий Немченко писал: 

…Я же хочу сказать вот о чем: когда впервые взял в руки рассказы Анатолия Пренко — увидел автора, делающего свои первые, хотя и весьма уверенные, шаги… Нынче я ощущаю в нем вполне сложившегося писателя, потенциальные возможности которого необычайно сильны — надо только ими умело и рачительно распорядиться. Энергетика его велика и, слава Богу, несмотря на присутствие в ней некоторой доли горечи, направлена на созидание и направлена на добро.
Сердечно, искренне рад, что в дорогом моему сердцу Майкопе появился талантливый, чуткий к слову собрат — настоящий русский писатель.
— 

## Достижения
- Почётный знак Союза журналистов России «Честь. Достоинство. Профессионализм»
- Заслуженный журналист Республики Адыгея[8]
- Лауреат Государственной премии Республики Адыгея
- Удостоен Почётной грамоты ЦК ВЛКСМ с вручением нагрудного знака.
- Лауреат Государственной премии Российской Федерации в области литературы.
- Почётный знак Государственного Совета — Хасэ Республики Адыгея «Закон. Долг. Честь»[9]
- Премия Главы Республики Адыгея.[10]
- Лауреат звания «Золотое перо Кубани».(1989)
- Лауреат одной из номинаций «Лица Майкопа-2016».

## Книги и публикации
Пренко А. С. Эта непостижимая любовь / редактор Г. Л. Немченко. — М.: издательство «Спас», 1997. — 352 с. — 3000 экз. — ISBN 5-86339-041-7.
Пренко А. С. Добро пожаловать в рай!..: романы, повести, притчи. — М.: Адыгейское республиканское книжное издательство, 2015. — 646 с. — 500 экз. — ISBN ISBN 978-5-7608-0793-9.
Пренко А. С. Парень, который приземляется на четыре лапы. — М.: издательство «Спас», 1996. — 107 с. — 500 экз.
Пренко А. С. Вкус мёда. — Майкоп: Адыгейское республиканское книжное издательство, 2005. — 319 с. — ISBN ISBN 5-7608-0457-X (в пер.).
Пренко А. С. Солнце смеется. — Адыгейское республиканское книжное издательство, 2014. — 303 с. — ISBN ISBN 978-5-7608-0757-1.
Пренко А. С. Моя Джунгтэррия. — Майкоп: Адыгейское республиканское книжное издательство, 2002. — 86 с.
Пренко А. С. От тебя 
исходит свет. — М.: Адыгейское республиканское книжное издательство, 2001.
Пренко А. С. Не хватает только хрена.... — Адыгейское республиканское книжное издательство, 1999. — 59 с.
- Пренко А. С.  : сборник. — М..
- журнал «Дружба народов»
- журнал «Студенческий меридиан».
- журнал «Советская молодёжь»
- еженедельник «Литературная Россия»
- альманах «Кубань»
- журнал «Зэкъошныгь»(«Дружба» адыгейский)
- журнал «Глагол Кавказа», Адыгея
- журналы и газеты Кубани